# Oksana Andersson
Oksana Andersson (née le 2 juillet 1984 en Union des républiques socialistes soviétiques) est une actrice et modèle suédoise d'origine russe.
Elle est née en Russie mais a déménagé en Suède avec sa famille à l'âge de 10 ans. 
Elle a travaillé comme danseuse pour le groupe musical suédois Sunblock.
Elle est également la compagne du footballeur suédois Christian Wilhelmsson

## Description physique
- taille : 1,70 m
- mensurations : 93-66-91
- yeux : brun
- cheveux : brun clair